# Satoru Furuta
Satoru Furuta (古田悟?, Furuta Satoru; Seto, 3 agosto 1971) è un allenatore di pallacanestro ed ex cestista giapponese.

## Carriera

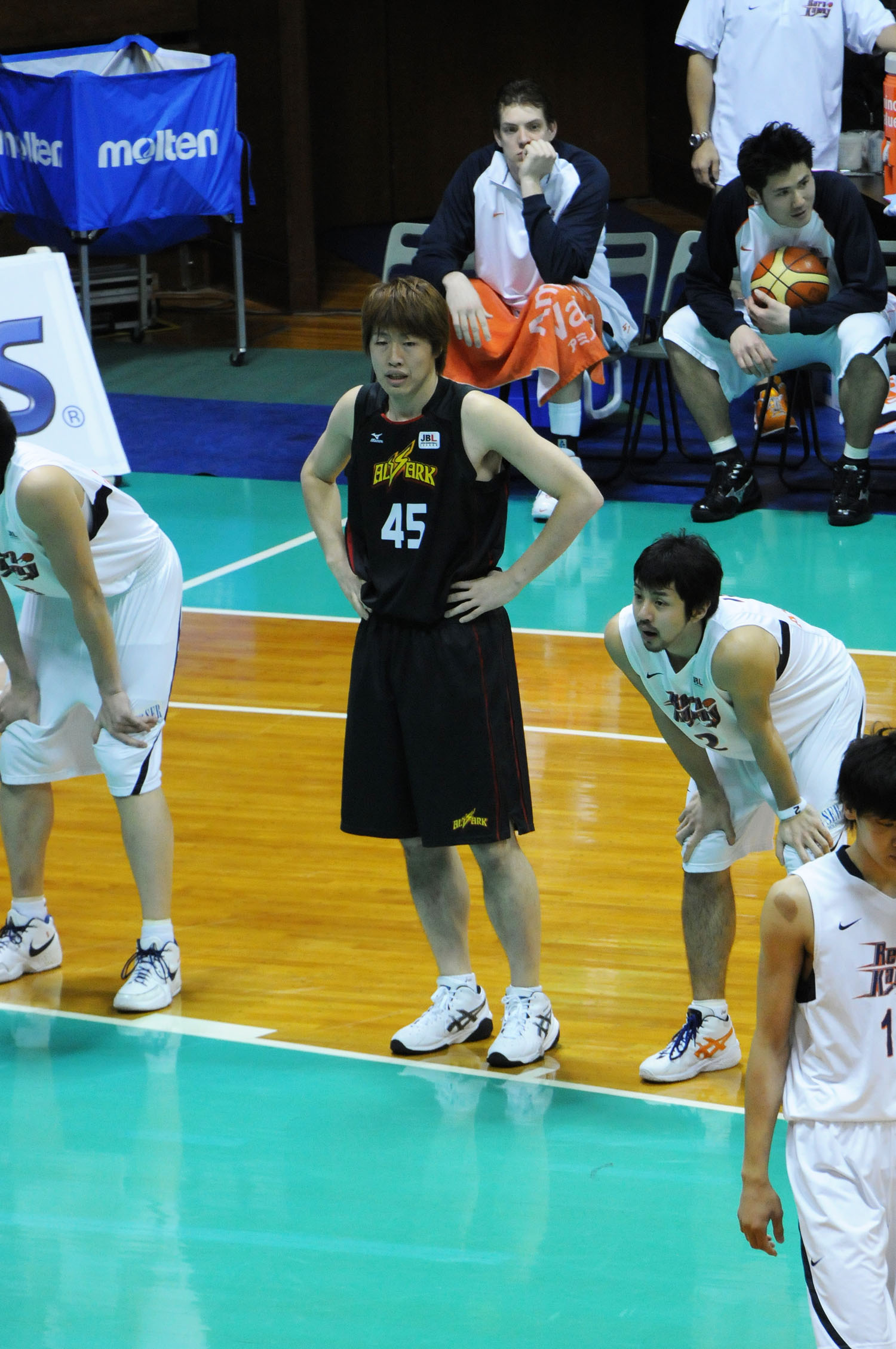
Satoru Furuta (al centro) con la maglia dei Toyota Alvark

Con il Giappone ha disputato due edizioni dei Campionati mondiali (1998, 2006) e tre dei Campionati asiatici (2001, 2003, 2005).